# Golf ai Giochi della III Olimpiade
Le competizioni di golf ai Giochi della III Olimpiade si svolsero dal 17 settembre al 24 settembre 1904 presso il Glen Echo Country Club, in Normandy, Saint Louis. Vi presero parte 77 atleti provenienti da 2 nazioni.

## Medagliere
| Pos.   | Paese       | Oro | Argento | Bronzo | Totale |
| ------ | ----------- | --- | ------- | ------ | ------ |
| 1      | Stati Uniti | 1   | 2       | 2      | 5      |
| 2      | Canada      | 1   | 0       | 0      | 1      |
| Totale | Totale      | 2   | 2       | 2      | 6      |

## Podi
| Evento                      | Oro | Argento | Bronzo |
| Individuale (dettagli)      | George Lyon | Chandler Egan | Burt McKinnie Frank Newton |
| Torneo a squadre (dettagli) | Stati Uniti Western Golf Association Ned Cummins Ken Edwards Chandler Egan Walter Egan Robert Hunter Nathaniel Moore Mason Phelps Ned Sawyer Clement Smoot Warren Wood | Stati Uniti Trans-Mississippi Golf Association Jack Cady Al Lambert John Maxwell Burt McKinnie Ralph McKittrick Frank Newton Henry Potter Fred Semple Stu Stickney Art Stickney | Stati Uniti United States Golf Association Doug Cadwallader Allan Lard Lee Carleton Sim Price Harry Weber John Rahm Arthur Hussey Orus Jones Harold Fraser George Oliver |